# グランシリーズ
グランシリーズとは、日本マクドナルドがかつてレギュラー商品として販売していたハンバーガーの製品群。肉厚なビーフパティと、ふんわりしたバンズを特徴とする。

## 歴史

### 開発
2015年（平成27年）頃、当時の日本マクドナルドの企業ビジョン「お客様と心でつながるモダン・バーガー・レストラン」を実現するため、王道中の王道を行くおいしいハンバーガーを作るという想いがきっかけで生まれた。開発に際しては試行錯誤が重ねられ、約200種類のレシピが考案された。
具材もこだわり抜いた中から厳選されており、特にバンズは柔らかくもちもちした食感を出すために、生地発酵前に手で丸める工程が取り入れられた。期間限定品ではないレギュラーメニューでこの工程を採用することについては当初なかなか理解が得られず、マクドナルドの担当者がバンズの製造工場へ赴いて説得した末に受け入れられた。
開発を進めていく中で、商品開発と作業効率の担当者の間で意見が衝突することもあった。商品開発の担当者は「バンズにベーコン2枚を乗せ、その上にチーズをのせるとよい食感を得られる」と提案していたが、当時の店舗内キッチンはチーズを先に乗せることを前提とした配置が取られていたため、作業効率の担当者は「このままでは店員が間違えてしまう恐れがある」と主張。最終的に、作業効率サイドが「ベーコンをクロスさせることでチーズを先に載せても食感が良くなる」と提言し、商品開発サイドを納得させた。
また、本製品は普通のハンバーガーよりも大きいため、専用の包装紙「じゃばらラップ」が開発された。この包装紙はポケットのような形状をしており、底を蛇腹にすることでつぶすことなく収めることに成功した。
発売に先駆け、通常よりも大規模な消費者調査が行われた。2016年（平成29年）11月から12月にかけて、名古屋、京都、大阪でテスト販売を実施し、消費者の反応をもとに調整を重ねた。さらに、一度に3商品増える都合上、2017年1月から重要施策向けのセッション「NABIT」が展開されたほか、各店舗に磁石製の練習用ツールが配布された。

### グランシリーズ発売後
2017年（平成29年）4月5日、「グラン クラブハウス」「グラン ベーコンチーズ」「グラン てりやき」の3種類が発売された。
2018年（平成30年）10月9日、「グラン ガーリックペッパー」を追加発売。
2018年（平成30年）11月30日、日本マクドナルドは、グランシリーズ用のバンズが製品仕様書どおりの手順で作られていなかったことを確認したことを明らかにし、謝罪した。
2019年（令和元年）8月、バンズの仕様が変更され、生地を丸める工程が廃止された。
2021年（令和3年）、サムライマックシリーズの発売に伴い、販売を終了した。

## 広報
本製品は8年ぶりのレギュラーメニューということもあり、テレビCMやSNSなどを駆使した宣伝が積極的に行われた。
2017年に行われたコンピュータゲーム『グランブルーファンタジー』とのコラボレーションキャンペーンにおいては、名前つながりでグランシリーズ3商品がキャンペーン対象となった。

## 反響
『@DIME』によると、これらの製品は発売から5日間で300万食売れたという。また、「じゃばらラップ」は日本包装技術協会が主催する2018日本パッケージングコンテストにて、食品包装部門賞を受賞した。